# Banc Central de São Tomé i Príncipe
El Banc Central de São Tomé i Príncipe (BCSTP) és el banc central de São Tomé i Príncipe, un estat insular de llengua oficial portuguesa situat a la costa occidental d'Àfrica central.

## Història
Amb la independència el 1975, el govern va convertir la branca local del banc colonial portuguès, Banc Nacional Ultramarí, en Banc Nacional de São Tomé i Príncipe, que va assumir les funcions del banc central, banc de desenvolupament, i el banc comercial. El govern va crear un monobanc portant l'únic banc comercial al país, el Banc Popular d'Angola (abans Banc Comercial d'Angola i ara Banco de Poupança e Crédito), sota el control del Banc Nacional i per la fusió de la caixa d'estalvis, la Caixa de Crédito
En 1992 s'aprovà una reforma legal per la que el Banc Nacional va renunciar a les funcions de banc de desenvolupament i comercial, centrant-se en la banca central. Amb aquesta reforma, el banc va prendre el seu nom actual. El banc successor de les funcions de banca comercial fou el Banc Internacional de São Tomé e Príncipe (BISTP).

## Governadors
Des de la reforma, aprovada el 24 d'agost de 1992, el banc ha tingut sis governadors centrals:
- 1992–1994 – Adelino Castelo David
- 1995–1999 – Carlos Quaresma Batista de Sousa
- 1999–2006 – Maria do Carmo Silveira
- 2006–2008 – Arlindo Afonso Carvalho
- 2009–2011 – Luis Fernando Moreira
- 2011–2016 – Maria do Carmo Silveira de Sousa
- 2016-2019 – Hélio Silva Vaz de Almeida
- 2019-0000 – Américo Barros